# Фосу-Менса, Тимоти
Э́ванс Ти́моти Фо́су-Ме́нса (нидерл. Evans Timothy Fosu-Mensah; родился 2 января 1998 года, Амстердам) — нидерландский футболист ганского происхождения, защитник. Выступал за сборную Нидерландов.

## Клубная карьера
Фосу-Менса родился в Амстердаме в семье выходцев из Ганы. Является воспитанником футбольной академии амстердамского «Аякса». 2 сентября 2014 года 16-летний Тимоти перешёл в английский клуб «Манчестер Юнайтед» за 300 000 фунтов.

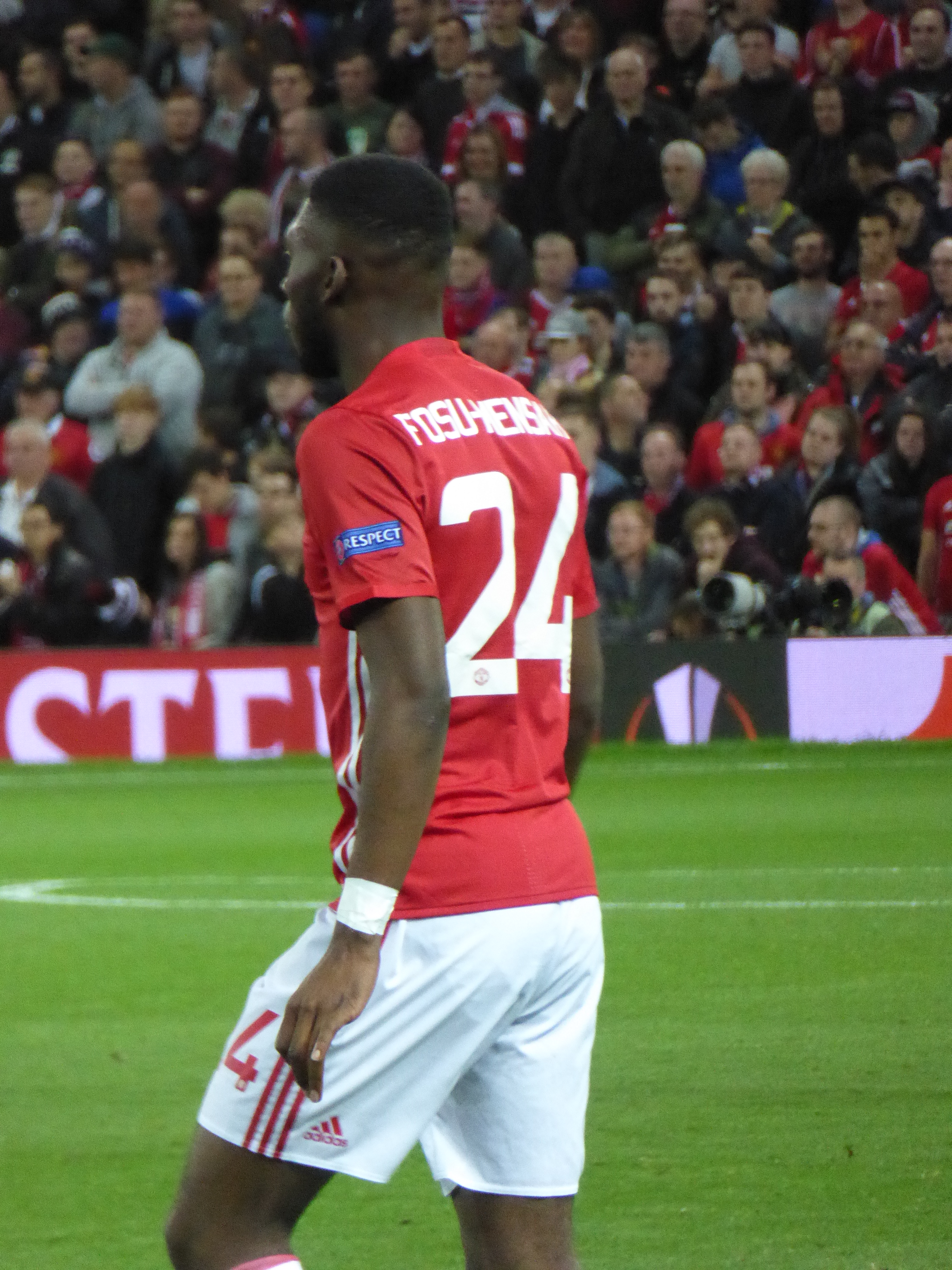
Фосу-Менса в составе «Манчестер Юнайтед» в матче против луганской «Зари»

### «Манчестер Юнайтед»
В «Аяксе» Фосу-Менса выступал на позиции центрального защитника, но после своего переезда в Англию играл за команды «Манчестер Юнайтед» до 18 и до 21 года не только в центре обороны, но и на позициях крайнего защитника, опорного и центрального полузащитника и даже под нападающим. С ранних лет отличался большой физической мощью и хорошей скоростью.
28 февраля 2016 года дебютировал в основном составе «Манчестер Юнайтед» в матче Премьер-лиги против «Арсенала», выйдя на замену Маркосу Рохо на позицию левого защитника. Матч завершился победой «красных дьяволов» со счётом 3:2. 2 марта впервые вышел в стартовом составе «Манчестер Юнайтед» в игре Премьер-лиге против «Уотфорда», проведя полный матч на позиции центрального защитника. Встреча завершилась победой «Юнайтед» со счётом 1:0.
Перед началом сезона 2016/17 ему был присвоен номер «24» вместо номера «51», под которым он выступал в предыдущем сезоне. В октябре 2016 года Тимоти подписал с клубом контракт до июня 2020 года, с возможностью автоматического продления ещё на год.
10 августа 2017 года отправился в сезонную аренду в клуб Премьер-лиги «Кристал Пэлас».

#### «Кристал Пэлас» (аренда)
В «Кристал Пэлас» Фосу-Менса воссоединился с знакомым ему по работе в «Аяксе» Франком де Буром, но де Бур был уволен после пяти матчей и 77 дней работы. Дебют Фосу-Менса в составе «орлов» состоялся 12 августа 2017 года в матче против «Хаддерсфилд Таун». Несмотря на поражение команды со счётом 0:3, Фосу-Менса получил высокую оценку, в течение всего матча демонстрируя хорошую игру. В частности, он заблокировал удар Стива Мунье на последних минутах, тем самым лишив его возможности сделать хет-трик.
«Кристал Пэлас» занял в Премьер-лиге 11-е место. Фосу-Менса же на протяжении всего сезона получал положительные оценки своей игры от экспертов, сыграв за команду 28 матчей в сезоне (24 из них — в Премьер-лиге), получив 2 жёлтые карточки и не отличившись результативными действиями в атаке. В конце сезона Фосу-Менса поблагодарил «Кристал Пэлас» за предоставленный ему опыт и выразил желание вернуться в «Манчестер Юнайтед» и бороться за место в основном составе.

#### «Фулхэм» (аренда)
В августе 2018 года «Фулхэм» объявил об аренде Фосу-Менса до окончания сезона.

### «Байер 04»
13 января 2021 года перешёл в немецкий «Байер 04».
В сезоне 2023/24 «Байер 04» стал чемпионом Германии, выиграл кубок Германии и дошёл до финала Лиги Европы. Несмотря на это, Фосу-Менса не получил медалей ни за один турнир, не сыграв за весь сезон ни одного матча за клуб.

## Карьера в сборной
Фосу-Менса выступал за юношеские и молодёжные сборные Нидерландов до 15, до 16, до 17 и до 19 лет и до 21 года. Тимоти мог выбрать национальную сборную Ганы, так как имел ганские корни, но в итоге выбрал Нидерланды. В основную команду Нидерландов Фосу-Менса впервые был вызван в мае 2016 года на товарищеские матчи со сборными Ирландии, Польши и Австрии. 28 августа 2017 года он был вновь приглашён в главную сборную на отборочные матчи чемпионата мира по футболу 2018 года в России против сборной Франции и сборной Болгарии в качестве замены травмированному Кенни Тете. 31 августа 2017 года Фосу-Менса дебютировал в сборной Нидерландов в матче против сборной Франции.

## Статистика выступлений

### Клубная карьера
| Клуб                   | Сезон            | Лига | Лига | Кубок Англии | Кубок Англии | Кубок лиги | Кубок лиги | Еврокубки | Еврокубки | Прочие | Прочие | Итого | Итого |
| Клуб                   | Сезон            | Игры | Голы | Игры         | Голы         | Игры       | Голы       | Игры      | Голы      | Игры   | Голы   | Игры  | Голы  |
| ---------------------- | ---------------- | ---- | ---- | ------------ | ------------ | ---------- | ---------- | --------- | --------- | ------ | ------ | ----- | ----- |
| Манчестер Юнайтед      | 2015/16          | 8    | 0    | 2            | 0            | 0          | 0          | 0         | 0         | 0      | 0      | 10    | 0     |
| Манчестер Юнайтед      | 2016/17          | 4    | 0    | 2            | 0            | 1          | 0          | 4         | 0         | 0      | 0      | 11    | 0     |
| Манчестер Юнайтед      | 2019/20          | 4    | 0    | 1            | 0            | 0          | 0          | 0         | 0         | 0      | 0      | 5     | 0     |
| Манчестер Юнайтед      | Итого            | 16   | 0    | 5            | 0            | 1          | 0          | 4         | 0         | 0      | 0      | 26    | 0     |
| Кристал Пэлас (аренда) | 2017/18          | 21   | 0    | 1            | 0            | 2          | 0          | 0         | 0         | 0      | 0      | 24    | 0     |
| Кристал Пэлас (аренда) | Итого            | 21   | 0    | 1            | 0            | 2          | 0          | 0         | 0         | 0      | 0      | 24    | 0     |
| Фулхэм (аренда)        | 2018/19          | 12   | 0    | 0            | 0            | 1          | 0          | 0         | 0         | 0      | 0      | 13    | 0     |
| Фулхэм (аренда)        | Итого            | 12   | 0    | 0            | 0            | 1          | 0          | 0         | 0         | 0      | 0      | 13    | 0     |
| Всего за карьеру       | Всего за карьеру | 49   | 0    | 6            | 0            | 4          | 0          | 4         | 0         | 0      | 0      | 63    | 0     |

### Выступления за сборную
| Нидерланды | Нидерланды | Нидерланды |
| Год        | Игры       | Голы       |
| ---------- | ---------- | ---------- |
| 2017       | 2          | 0          |
| 2018       | 1          | 0          |
| Итого      | 3          | 0          |

### Матчи Фосу-Менса за сборную Нидерландов
| Матчи Фосу-Менса за сборную Нидерландов | Матчи Фосу-Менса за сборную Нидерландов | Матчи Фосу-Менса за сборную Нидерландов | Матчи Фосу-Менса за сборную Нидерландов | Матчи Фосу-Менса за сборную Нидерландов | Матчи Фосу-Менса за сборную Нидерландов |
| --------------------------------------- | --------------------------------------- | --------------------------------------- | --------------------------------------- | --------------------------------------- | --------------------------------------- |
| №                                       | Дата                                    | Соперник                                | Счёт                                    | Голы Фосу-Менса                         | Соревнование                            |
| 1                                       | 31 августа 2017                         | Франция                                 | 0:4                                     | —                                       | Чемпионат мира 2018 (отбор)             |
| 2                                       | 9 ноября 2017                           | Шотландия                               | 1:0                                     | —                                       | Товарищеский матч                       |
| 3                                       | 26 марта 2018                           | Португалия                              | 3:0                                     | —                                       | Товарищеский матч                       |

Итого: 3 матча / 0 голов; 2 победы, 0 ничьих, 1 поражение.

## Достижения
«Манчестер Юнайтед»
- Обладатель Кубка Англии: 2015/16
- Победитель Лиги Европы УЕФА: 2016/17